# Tyre
Tyre è un'ampia struttura anulare presente sulla superficie di Europa.